# Ouaga 2000
Ouaga 2000 ist ein Stadtbezirk von Ouagadougou, der Hauptstadt des westafrikanischen Staates Burkina Faso. Es ist im Süden der Kapitale gelegen im Anschluss an den Stadtbezirk Patte d’Oie und wurde als moderne Erweiterung Ouagadougous geplant.
In Ouaga 2000 befinden sich neben privat gebauten Villen ein Botschaftsviertel, Ministerien, der neue Präsidentenpalast (Palais Kosyam), ein Nationaldenkmal (Mémorial aux héros nationaux), der Palais des Sports de Ouaga 2000 und ein von Libyen finanzierter Hotelkomplex. Außerdem wurde ein Kongresscenter gebaut.
Das Projekt ist oftmals Zielscheibe von Kritik; ein betont luxuriöses Viertel, der Neubau zahlreicher Verwaltungsgebäude und Repräsentativbauten seien in einem so armen Land unpassend und nicht notwendig. Ebenfalls kritisiert wird die zumeist aus libyschen Mitteln stammende Finanzierung; zu offensichtlich erschien der damalige Versuch Gaddafis, durch Geschenke seinen Einfluss in Afrika auszubauen. Auf der anderen Seite finden sich – angesichts des raschen Wachstums der Bevölkerung Ouagadougous – aber auch zunehmend Befürworter des Projekts, denn mit Ouaga 2000 kann mittelfristig das heute völlig überlastete Stadtzentrum von Ouagadougou ohne massive bauliche Eingriffe im Zentrum entlastet werden.

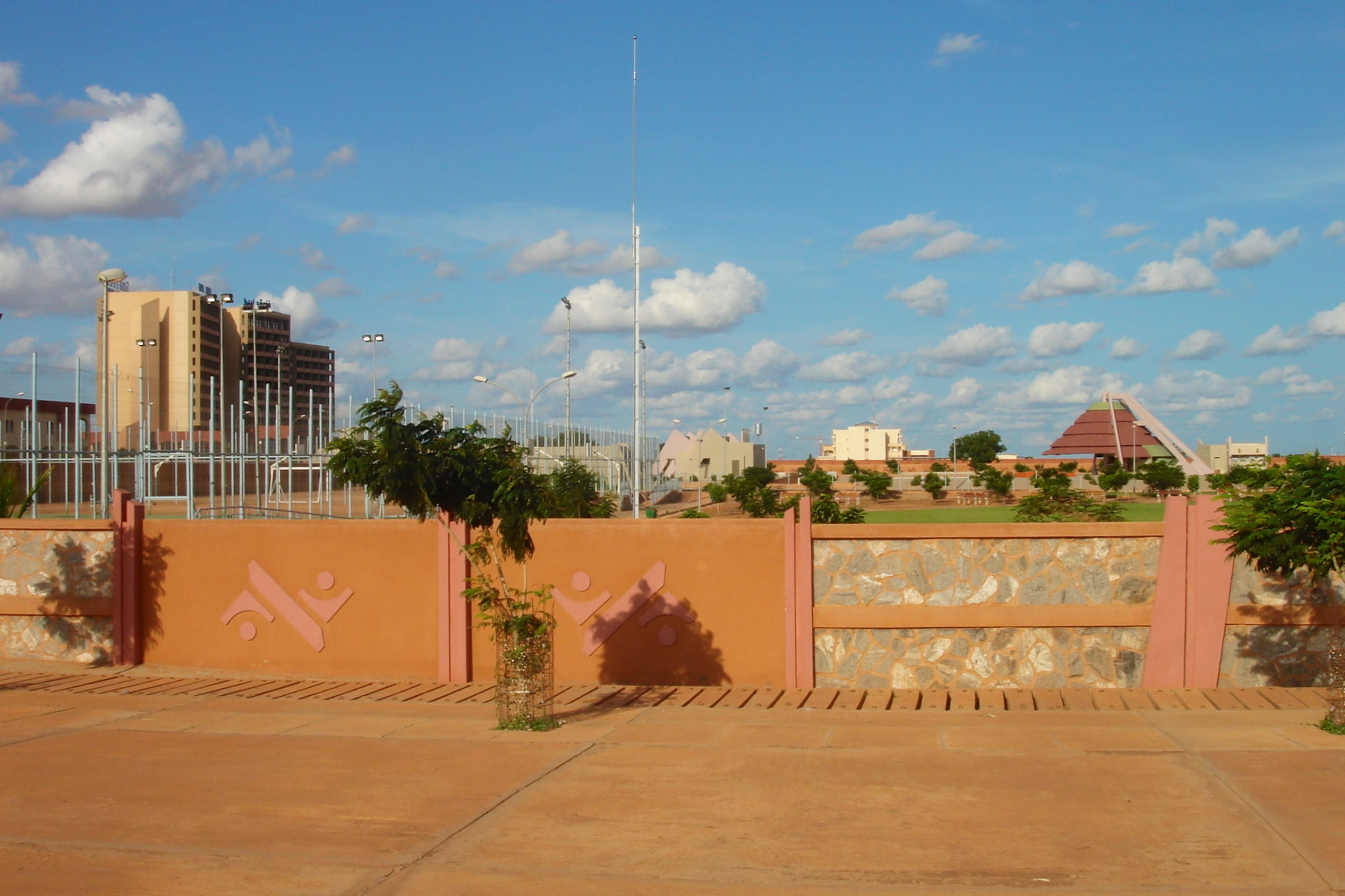
Ansicht Ouaga 2000, Park und Kongresszentrum, im Hintergrund das Libya Hotel
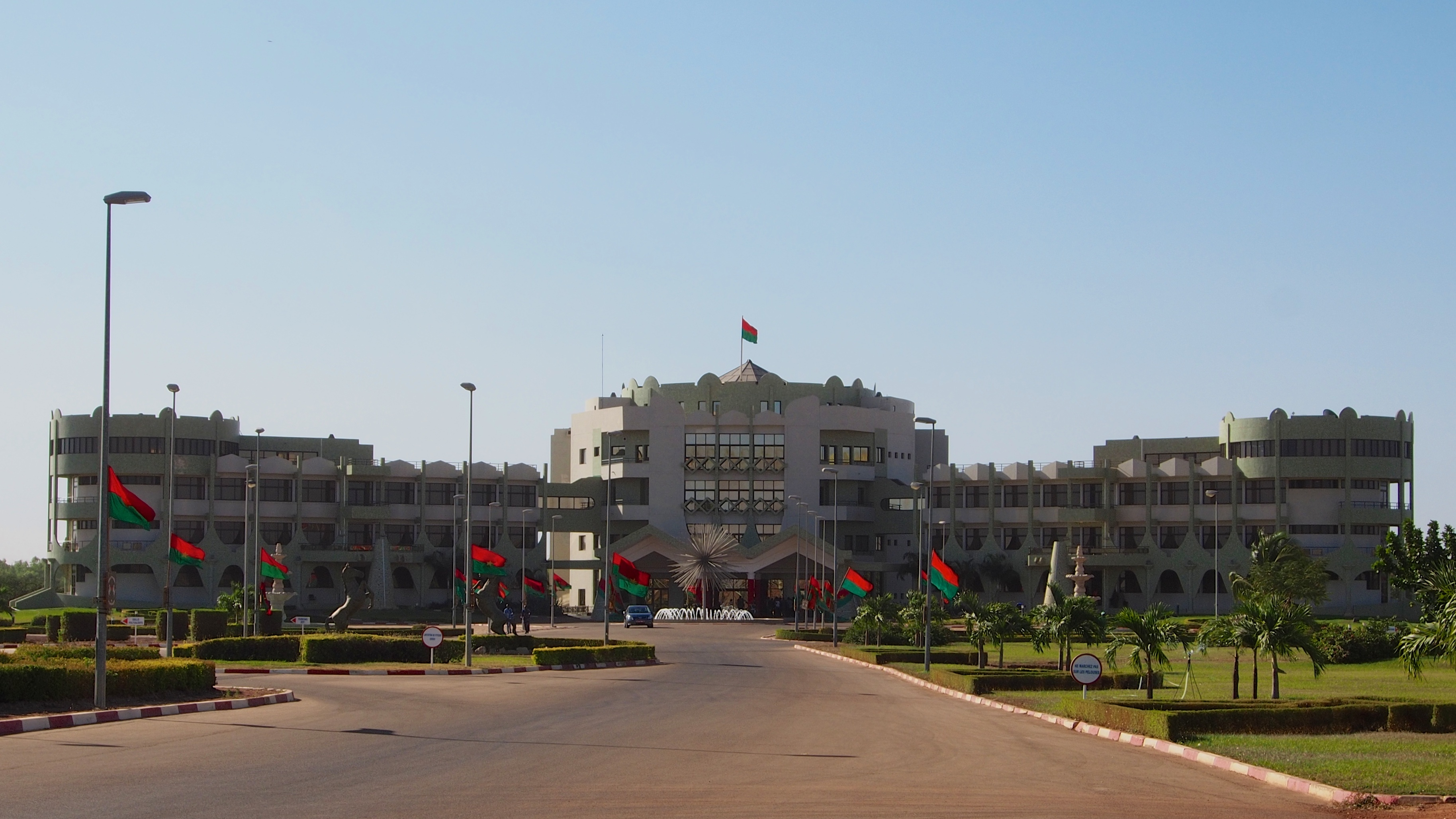
Palais Kosyam, der neue Präsidentenpalast in Ouagadougou